# 海蘭茲牧場 (科羅拉多州)
海蘭茲牧場（英語：Highlands Ranch）是位於美國科羅拉多州道格拉斯縣的一個人口普查指定地區。

## 地理
海蘭茲牧場的座標為39°32′31″N 104°58′15″W / 39.54194°N 104.97083°W，而該地最高點為海拔高度1800米（即5920英尺）。

## 人口
根據2010年美國人口普查的數據，海蘭茲牧場的面積為62.90平方千米，當中陸地面積為62.82平方千米，而水域面積為0.08平方千米。當地共有人口96713人，而人口密度為每平方千米1,537人。